# العرش والجدول
العرش والجدول، رواية صدرت في 2016 للروائية ميسلون هادي وهي كاتبة، صحفية عراقية، ولدت في الأعظمية في بغداد سنة 1954.توجت الرواية بجائزة كتارا للرواية العربية عن فئة الروايات غير المنشورة 2015.

## ملخص الرواية
تتناول الرواية مسار التحولات السياسية والاجتماعية في العراق عبر فترات مختلفة، من خلال رحلة شخصياتها المعقدة. تظهر تحولات مفاجئة في أفراد مثل محمد الرحال، الذي ينتقل من الشيوعية إلى البعثية ثم يصبح رأسماليًا، وجميل الذي يتحول من إسلامي إلى إسلام ليبرالي. قمر، كشخصية رئيسية، تعبر عن الوفاء والصمود في وجه الصعوبات، حيث ترفض مغادرة وطنها حتى في ظل التحديات القاسية.
تتعمق الرواية في العقلية الفردية لقمر، حيث تصف رحلتها الداخلية وتأملاتها، وتعكس رفضها للرحيل عبر مواقف تعزز قوتها النفسية. يظهر الأمل في نهاية الرواية من خلال الالتزام بحماية طفل وعودة الحياة لشكل جديد، مما يجعل القارئ يعيش تجربة ملهمة ومثيرة في هذا السياق الثقافي والسياسي المعقد.

## جوائز
توجت الرواية بجائزة كتارا للرواية العربية في فئة "الروايات غير المنشورة" 2015.